# Lucy Escott
Lucy Escott (geb. Lucy Grant, auch Lucy Estcott, Lucy Eastcott; * 1828; † 26. November 1895 in Paris) war eine US-amerikanische Opernsängerin (Sopran).
Escott trat in den 1850er Jahren mit dem Tenor Henry Squires in den USA, Italien und England auf. 1861 engagierte William Saurin Lyster beide für eine sechsmonatige Australientournee mit seiner Operntruppe. Der Erfolg der Truppe war so groß, dass sie an sechs Abenden in der Woche Auftritte hatte. Aus den geplanten sechs Monaten des Australienaufenthaltes wurden schließlich neun Jahre. Mit Escott als Primadonna kamen Opern zur Aufführung wie Les Huguenots, Lurline, Don Giovanni, I Puritani, The Lily of Killarney von Julius Benedict, Faust, Le prophète, Oberon, Semiramide, L'Africaine, William Tell und A Masked Ball. Nach zwanzig Jahren Zusammenarbeit heirateten Escott und Squires 1870 und setzten sich in Paris zur Ruhe.
Ihren Andenken widmete Hans Werner Henze die Lucy Escott Variationen (1963) nach der Arie Come per me sereno der Amina aus der Oper La sonnambula von Vincenzo Bellini, einem Komponisten, den Escott sehr geschätzt und verehrt hatte.